# Tera Term
Tera Term（テラターム）は、Windowsプラットフォームで動作するリモートログオンクライアントで、SSH・telnet・シリアルの各通信プロトコルに対応する。
本ソフトウェアは、元々は寺西高により開発されていたが、現在ではTeraTerm Projectによってオープンソースライセンスである修正BSDライセンスの下で開発されている。

## 沿革

### オリジナルの開発と公開
寺西高によるオリジナルのTera Termは1994年から1998年にかけて開発された。
16ビット版の「Tera Term」と32ビット版の「Tera Term Pro」が公開された。
以降では、明記しない限りは16ビット版と32ビット版を明確に区別せずに「Tera Term」と記述する。
telnetやシリアルポートによるリモートホストへの接続を可能とし、マクロ機能を備えているのが特徴であった。
XMODEMやZMODEMなどのバイナリ転送プロトコルもサポートしており、パソコン通信やUNIXへのログインによく使われていた。
組み込み分野ではハードウェアにシリアルポートで接続し、機器の試験のためにマクロ機能が利用されることも多かった。
また、Robert O’Callahanによる「TTSSH」(An SSH Extension to Teraterm)をプラグインとして組み込むことで、Tera Termに拠るSSH1接続が可能となっていた。
このオリジナルのTera Termは、Windows 95/NTのOSに対応する。
最終バージョンの2.3まで、1990年代のWindows向けフリーウェアとしては珍しく、ソースコードが公開されている。
しかし、ソースコードを変更したバイナリを再配布するには原作者の許可が必要とされていて、Open Source Initiativeに拠るオープンソースの定義には厳密には合致しない。
なお、TTSSHは当初からオープンソースライセンス(BSDライセンス)の下で公開されている。

### 派生版の登場
オリジナルのTera Termのソースコードが公開されているため、その後にIPv6対応版·ローカライズ版·プロキシ対応版·ウィンドウ半透明化対応版などの派生版が登場した。
しかし、主開発者が不在であることや派生版を再配布するためには原作者の許可が必要だったことなどを理由として、「Tera Term」の開発を第三者が引き継ぐことが難しい状況が続いた。
当時において、セキュリティに関する需要が高まっていく中で、セキュリティ上の脆弱性があるとされているtelnetやSSH1は利用されなくなり、そして、当初のTTSSHがSSH2に対応していなかった。
また、SSH2に対応していた派生版としてはAyera Technologiesによる「TeraTerm Pro Web」があるがソースコードが(現在においても)開示されていないため、PuTTY等にユーザーを奪われていった。

### SSH2対応とオープンソース化
平田豊を中心とするTeraTerm Projectによって、2004年3月にTera Termへのパッチという形態でUTF-8サポート版が作成され、同年8月にはSSH2に対応した「TTSSH2」がベータ版として公開された。
また、同年9月に、寺西高に連絡が取れて、TeraTerm Projectが正式な開発とバイナリ再配布の許可を取得した。
更に、修正BSDライセンスの下で、TTSSH2を取り込んで「UTF-8 TeraTerm Pro with TTSSH2」としてオープンソース化された。
後に、インストーラーの採用で関連ツールを同時にインストールされるように改良され、2008年6月にはオリジナルと同じく「Tera Term」に改称された。
バージョン4.xx以降では、UTF-8とSSH2対応を主軸とし、派生版の機能を取り込んだ開発を目的とする。バージョン5 で内部Unicode化を行い、多言語同時表示に対応した。
現在では、「Tera Term」はPuTTYをリンクライブラリとして用いている。また、日本ではなくアメリカに拠点を置くコミュニティも在った。